# Heiko Reinemer
Heiko Reinemer (* 14. Juni 1945 in Wiesbaden-Bierstadt) ist ein ehemaliger deutscher Kunstturner.

## Leben und Beruf
Nach dem Sportstudium und der Heirat mit seiner Ehefrau Margrit arbeitete Heiko Reinemer von 1970 bis 2006 als Lehrer am Frankfurter Gymnasium Freiherr-vom-Stein-Schule. Er lebt in Wiesbaden-Bierstadt.

## Turnerlaufbahn
Im Alter von sechs Jahren trat Heiko Reinemer 1951 seinem Heimatverein TV 1881 Bierstadt bei. Bereits mit 18 Jahren war er der beste Jugend-Turner der Bundesrepublik Deutschland. Zwischen 1968 und 1970 wurde er fünfmal Deutscher Meister im Seniorenbereich. Neben einer Meisterschaft im Zwölfkampf 1970, wurde er dreimal Meister im Bodenturnen (1968–70) und 1969 Meister am Reck. Seine Erfolge führten zur Teilnahme an den Olympischen Spielen 1968 in Mexiko. Hier stand er zusammen mit seinem Vorbild Willi Jaschek vom TSV Heusenstamm in einer Riege, die Mannschaft belegt den 8. Platz im Mehrkampf.
Heiko Reinemer  bestritt bis 1971 insgesamt 15 Länderkämpfe.

## Trainerlaufbahn
Neben seiner Trainerarbeit im TV 1881 Bierstadt war er zwischen 1971 und 1995 Bundeshonorar-Trainer im Kunstturnen am Stützpunkt Frankfurt am Main. Bei den Olympischen Spielen 1976 in Montreal/Kanada fungierte er als Olympiatrainer des bundesdeutschen Teams.